# Schengerholzbach
Der Schengerholzbach ist ein  knapp fünf Kilometer langer, feinmaterialreicher, karbonatischer Mittelgebirgsbach bei Mülheim an der Ruhr. Er ist ein südwestlicher und linker Zufluss der Ruhr.

## Geographie

### Verlauf

#### Von der Quelle bis zur Teilung
Der Schengerholzbach entspringt im Broich-Speldorfer Wald auf einer Höhe von 80,7 m ü. NHN bei einem Forsthaus nordwestlich der K 4 (Großenbaumer Straße). Seine Quelle liegt im Landschaftsschutzgebiet-Broich-Speldorfer Wald und Lintorfer Mark.
Der Bach fließt zunächst stark begradigt gut dreihundert Meter in nordwestlicher Richtung durch den Wald, knickt dann scharf nach Nordosten ab, verlässt kurz darauf das Landschaftsschutzgebiet und betritt das 35,70 ha große Naturschutzgebiet Schengerholzbachtal. Der Bach läuft nun in ostnordöstlicher Richtung etwa einen Kilometer durch das Naturschutzgebiet. Er wechselt dann nach Südosten, verlässt kurz darauf das Naturschutzgebiet und tritt in das Landschaftsschutzgebiet  Bühlsbachtal und Schengerholzbach ein. Er kreuzt gleich danach abermals die K 4 und zieht dann am Südwestrand des Mülheimer Stadtteils Saarn entlang. Nach ungefähr einen halben Kilometer teilt sich der Schengerholzbach (bei Bach-Km 2,9) in zwei Arme auf (⊙).

#### Hauptstrang
Die etwa zwei Kilometer lange, östliche und linke Abzweigung ist der Hauptstrang des Schengerholzbachs.
Der Bach behält zunächst seine Richtung bei und durchfließt im Landschaftsschutzgebiet eine Feuchtwiese mit Seggen- und Röhrichtbeständen. Er quert dann zweihundert Meter später die K 10 (Nachbarsweg), wechselt danach seine Laufrichtung nach Nordosten und zieht durch eine teils parkähnliche Grünanlage. Bei der St. Elisabethkirche speist er einen kleinen Teich. Etwa zweihundert Meter bachabwärts nimmt er auf seiner linken Seite den aus dem Nord-Nordwesten von Saarnberg kommend und zuletzt verdolten Bühlsbach (GKZ 276993964) auf. Ab dort trägt der Schengerholzbach selbst auch die Bezeichnung Bühlsbach.
Östlich des Frombergs verschwindet der Bach von der Oberfläche und fließt unterirdisch verrohrt in nordnordöstlicher Richtung durch Saarnberg. Er kreuzt dabei zunächst den Nachbarsweg und dann die Alte Straße, zieht dann verdolt unter der Bundesstraße 223 (Düsseldorfer Straße) in nördlicher Richtung durch das dortige Gewerbegebiet.
Er nimmt auf seiner linken Seite noch den unterirdisch verrohrten Heubach (GKZ 2769939662) auf und mündet schließlich südöstlich des Steinbruchs Rauen auf einer Höhe von ungefähr 37 m ü. NHN verdolt und von links in die aus dem Südosten heranziehende Ruhr.

#### Nebenstrang
Die gut einen Kilometer lange, südliche und rechte Abzweigung ist der Nebenstrang des Schengerholzbachs.
Der Bach fließt zunächst in südlicher Richtung durch eine waldähnliche Landschaft. Nördlich des Nachbarswegs verschwindet der Bach in den Untergrund ab und passiert Oemberg unterirdisch verrohrt und taucht dann am Südrand der Ortschaft wieder an der Oberfläche auf.
Er fließt danach durch Mischwald, läuft dann etwa hundert Meter östlich an einen Reiterhof vorbei, durchfließt noch die Weiers Heide und mündet schließlich nördlich der Markenstraße auf einer Höhe von ungefähr 50 m ü. NHN von rechts in den aus dem Osten kommenden Wambach.

### Einzugsgebiet
Das 5,207 km² große Einzugsgebiet des Schengerholzbach liegt in den Lintorfer Sandterrassen und wird durch ihn über die Ruhr und den Rhein zur Nordsee entwässert.
Ein Nebenstrang (GKZ 275864244) entwässert über den Wambach und den Dickelsbach in den Rhein.
Das Einzugsgebiet grenzt
- im Osten an das des Mühlenbachs, der in die Ruhr mündet
- im Süden an das des Wambachs
- und im Norden an das des Ruhrzuflusses Speldorfer Bach.

Das Einzugsgebiet ist im Bereich des Oberlaufs zum größten Teil bewaldet und ansonsten überwiegend besiedelt.

### Zuflüsse und Abzweigungen
- Schengerholzbach [GKZ 275864244] (rechte Abzweigung), 1,3 km[9]
- Bühlsbach [GKZ 276993964] (links), 0,7 km[9]
- Heubach[10]  [GKZ 2769939662] (links), 0,6 km[9]

## Natur und Umwelt
Der Schengerholzbach ist namensgebend für das Landschaftsschutzgebiet  Bühlsbachtal und Schengerholzbach (LSG-4507-0007).
Die Biologische Station Westliches Ruhrgebiet berichtete 2011 über Vorkommen der Dorngrasmücke und des Waldlaubsängers am Bach. Seit 2000 ist der Amerikanische Riesenaronstab als Neophyt am Bach nachgewiesen.
Die Verfüllung einer Schießsportanlage mit Schutt und Schlacken führte 2000 zu erheblichen Bedenken der Umweltvereine.